# 春日神社 (箕面市小野原西)
春日神社（かすがじんじゃ）は大阪府箕面市小野原西に鎮座する神社。

## 祭神
- 天児屋根命・天卸中主命[1]

## 歴史
- 神護景雲2年(768年)、榊を切り開いて産土神を祀ったので、当初は榊輪神社と呼ばれていた。
- 貞観年中（868年）に春日神社と改称。
- 維新まで、神宮寺の真言宗・澄泉寺が奉仕。
- 明治（1872年）5年、村社に列す。
- 明治40年（1907年）1月、神饌幣帛料供進社に指定される。
- 平成17年（2005年）10月、拝殿を改修。

## 境内

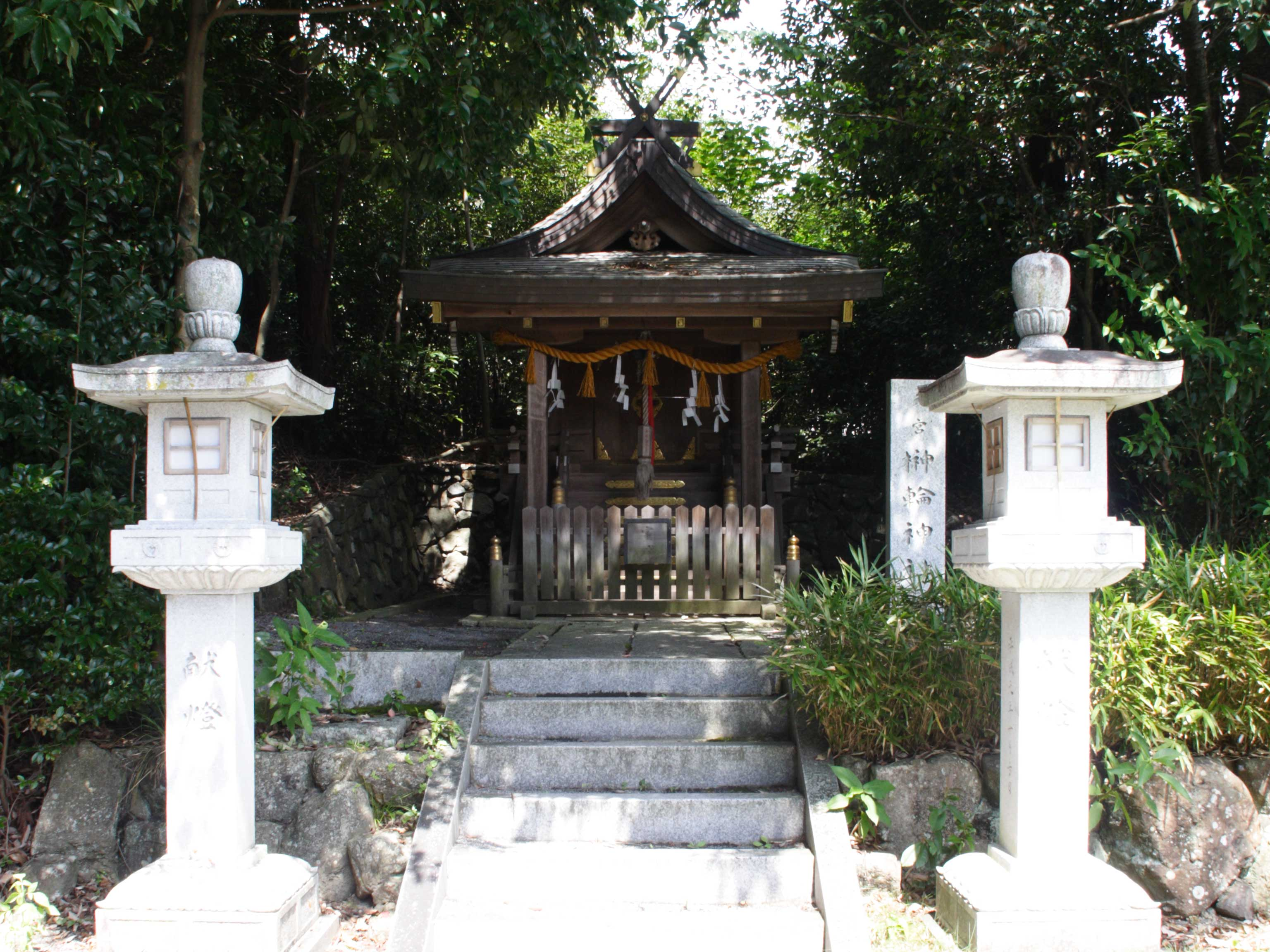
榊輪神社

- 榊輪神社　元宮　　経津主命・天穂日命
- 愛宕神社　火産霊神
- 稲荷神社　保食大神
- 出雲大社　大国主命・事代主命
- 住吉神社　底筒男命
- 若宮春日神社　天忍雲根命
- 諏訪神社　建御名方大神
- 鹿島神社　武甕槌大神
- 水神社　水分大神
- 天満宮　菅原道真・少彦名命

文政2年（1819年）11月、本地の小野新右衛門がその邸内に鎮祭していたのを平成元年（1989年）9月、境内に遷座。

## 交通アクセス
大阪モノレール彩都線 豊川駅より、西へ徒歩約22分。